# Europees kampioenschap voetbal vrouwen 2013 (kwalificatie) - Groep 7
In de kwalificatierondes voor het Europees kampioenschap voetbal vrouwen 2013 - Groep 7 werd door vijf landen gestreden om één ticket voor het eindtoernooi. Tevens kon de nummer 2 zich kwalificeren voor play-offs waar alsnog een ticket te verdienen viel of, wanneer het de beste nummer twee van de gehele kwalificatie bleek te zijn, kon het een rechtstreeks ticket voor het eindtoernooi krijgen. Dit bleek voor Oostenrijk niet het geval, het was veroordeeld tot play-offs. Nummer 1 Denemarken won de groep en plaatste zich zo voor het EK.

## Stand
| Nr. | Land       | Wedstrijden | Wedstrijden | Wedstrijden | Wedstrijden | Doelpunten | Doelpunten | Doelpunten | Punten |
| --- | ---------- | ----------- | ----------- | ----------- | ----------- | ---------- | ---------- | ---------- | ------ |
| Nr. | Land       | G           | W           | G           | V           | V          | T          | Saldo      | Punten |
| 1   | Denemarken | 8           | 7           | 0           | 1           | 28         | 3          | +25        | 21     |
| 2   | Oostenrijk | 8           | 6           | 1           | 1           | 16         | 9          | +7         | 19     |
| 3   | Tsjechië   | 8           | 4           | 1           | 3           | 16         | 9          | +7         | 13     |
| 4   | Portugal   | 8           | 2           | 0           | 6           | 16         | 13         | +3         | 6      |
| 5   | Armenië    | 8           | 0           | 0           | 8           | 2          | 44         | -42        | 0      |

## Wedstrijden
NB: Alle tijden zijn in Midden-Europese Tijd.
|                         |         |                                                                                        |          |                                                                    |
| 17 september 2011 14:00 | Armenië | 0 – 8                                                                                  | Portugal | MIKA Sport Complex, Jerevan Scheidsrechter: Esther Azzopardi (MLT) |
| 17 september 2011 14:00 |         | 2' Mendes 6', 59' Rodrigues 45+2', 52' Fernandes 63' Brandão 70' (pen.) Couto 84' Luis |          | MIKA Sport Complex, Jerevan Scheidsrechter: Esther Azzopardi (MLT) |

|                         |               |       |            |                                                                                   |
| 17 september 2011 17:00 | Oostenrijk    | 1 – 1 | Tsjechië   | Voralpenstadion Vöcklabruck, Vöcklabruck Scheidsrechter: Cristina Dorcioman (ROU) |
| 17 september 2011 17:00 | Hanschitz 60' |       | 55' Mocová | Voralpenstadion Vöcklabruck, Vöcklabruck Scheidsrechter: Cristina Dorcioman (ROU) |

|                         |         |                                                                 |            |                                                                 |
| 21 september 2011 14:00 | Armenië | 0 – 5                                                           | Denemarken | MIKA Sport Complex, Jerevan Scheidsrechter: Lilach Asulin (ISR) |
| 21 september 2011 14:00 |         | 4' Petersen 29' Troelsgaard 49' Harder 72' Jensen 90+3' Nielsen |            | MIKA Sport Complex, Jerevan Scheidsrechter: Lilach Asulin (ISR) |

|                       |              |       |          |                                                             |
| 22 oktober 2011 15:00 | Tsjechië     | 1 – 0 | Portugal | Spartak Pisek, Písek Scheidsrechter: Sofia Karagiorgi (CYP) |
| 22 oktober 2011 15:00 | Divišová 65' |       |          | Spartak Pisek, Písek Scheidsrechter: Sofia Karagiorgi (CYP) |

|                       |                        |       |            |                                                          |
| 22 oktober 2011 19:30 | Denemarken             | 3 – 0 | Oostenrijk | Vejlestadion, Vejle Scheidsrechter: Efthalia Mitsi (GRE) |
| 22 oktober 2011 19:30 | Harder 32', 41', 90+2' |       |            | Vejlestadion, Vejle Scheidsrechter: Efthalia Mitsi (GRE) |

|                       |                                         |       |         |                                                                          |
| 26 oktober 2011 15:30 | Oostenrijk                              | 3 – 0 | Armenië | Murinselstadion, Bruck an der Mur Scheidsrechter: Monika Mularczyk (POL) |
| 26 oktober 2011 15:30 | Feiersinger 17' Tasch 40' Gstöttner 70' |       |         | Murinselstadion, Bruck an der Mur Scheidsrechter: Monika Mularczyk (POL) |

|                       |          |                                           |            |                                                                           |
| 26 oktober 2011 16:00 | Portugal | 0 – 3                                     | Denemarken | Estádio Cidade de Barcelos, Barcelos Scheidsrechter: Esther Staubli (SUI) |
| 26 oktober 2011 16:00 |          | 13' Christiansen 77' Petersen 87' Nielsen |            | Estádio Cidade de Barcelos, Barcelos Scheidsrechter: Esther Staubli (SUI) |

|                        |          |                 |            |                                                        |
| 19 november 2011 19:00 | Portugal | 0 – 1           | Oostenrijk | Municipal, Pombal Scheidsrechter: Linn Andersson (SWE) |
| 19 november 2011 19:00 |          | 13' Feiersinger |            | Municipal, Pombal Scheidsrechter: Linn Andersson (SWE) |

|                        |                                                                          |       |         |                                                                               |
| 20 november 2011 13:30 | Tsjechië                                                                 | 5 – 0 | Armenië | Stadion Pod Lipou, Roudnice nad Labem Scheidsrechter: Eleni Lampadariou (GRE) |
| 20 november 2011 13:30 | Martínková 3' Sedláčková 6' Martínková 11' Hoferková 70' Pivoňková 90+1' |       |         | Stadion Pod Lipou, Roudnice nad Labem Scheidsrechter: Eleni Lampadariou (GRE) |

|                        | |        |         |                                                       |
| 23 november 2011 18:15 | Denemarken | 11 – 0 | Armenië | Vejlestadion, Vejle Scheidsrechter: Anja Kunick (GER) |
| 23 november 2011 18:15 | Troelsgaard 3', 24', 53' Røddik Hansen 28', 86' Harder 36', 44', 88' Christiansen 42' Pedersen 58' Bukh 90+2' |        |         | Vejlestadion, Vejle Scheidsrechter: Anja Kunick (GER) |

|                        |                                                                  |       |         |                                                                     |
| 15 februari 2012 16:00 | Portugal                                                         | 6 – 0 | Armenië | Stadium: Municipal, Cartaxo Scheidsrechter: Marija Damjanović (CRO) |
| 15 februari 2012 16:00 | Luis 30' Costa 35' Neto 46' Rodrigues 58' Antunes 62' Matias 67' |       |         | Stadium: Municipal, Cartaxo Scheidsrechter: Marija Damjanović (CRO) |

|                     |                          |       |                                                            |                                                                     |
| 31 maart 2012 17:00 | Portugal                 | 2 – 5 | Tsjechië                                                   | Estádio João Cardoso, Tondela Scheidsrechter: Floarea Ionescu (ROU) |
| 31 maart 2012 17:00 | Rodrigues 20' Mendes 71' |       | 13', 27', 36' (pen.) Martínková 45' Divišová 53' Pivoňková | Estádio João Cardoso, Tondela Scheidsrechter: Floarea Ionescu (ROU) |

|                    |                           |       |                                   |                                                                    |
| 1 april 2012 12:00 | Armenië                   | 2 – 4 | Oostenrijk                        | MIKA Sport Complex, Jerevan Scheidsrechter: Aneliya Sinabova (BUL) |
| 1 april 2012 12:00 | Armenyan 7' Ghukasyan 10' |       | 21', 35', 59' 41' Burger 27' Haas | MIKA Sport Complex, Jerevan Scheidsrechter: Aneliya Sinabova (BUL) |

|                    |          |                     |            |                                                                   |
| 4 april 2012 15:30 | Tsjechië | 0 – 2               | Denemarken | FK Viktoria Stadion, Praag Scheidsrechter: Kateryna Monzoel (UKR) |
| 4 april 2012 15:30 |          | 35' Veje 53' Harder |            | FK Viktoria Stadion, Praag Scheidsrechter: Kateryna Monzoel (UKR) |

|                    |                 |       |          |                                                                                      |
| 5 april 2012 19:00 | Oostenrijk      | 1 – 0 | Portugal | Wiener Neustädter Stadion, Wiener Neustadt Scheidsrechter: Natalia Aleksachina (UKR) |
| 5 april 2012 19:00 | Feiersinger 85' |       |          | Wiener Neustädter Stadion, Wiener Neustadt Scheidsrechter: Natalia Aleksachina (UKR) |

|                    |                                             |       |                                               |                                                                             |
| 16 juni 2012 16:00 | Tsjechië                                    | 2 – 3 | Oostenrijk                                    | FK Viktoria Stadion, Praag Scheidsrechter: Christina Westrum Pedersen (NOR) |
| 16 juni 2012 16:00 | Mocová 40' I. Martínková 45+3' Divišová 86' |       | 40' (pen.) Puntigam 45+5' Prohaska 63' Burger | FK Viktoria Stadion, Praag Scheidsrechter: Christina Westrum Pedersen (NOR) |

|                    |            |       |          |                                                               |
| 20 juni 2012 19:30 | Denemarken | 1 – 0 | Tsjechië | Vejlestadion, Vejle Scheidsrechter: Silvia Tea Spinelli (ITA) |
| 20 juni 2012 19:30 | Nadim 55'  |       |          | Vejlestadion, Vejle Scheidsrechter: Silvia Tea Spinelli (ITA) |

|                         |                              |       |            |                                                                                 |
| 15 september 2012 18:00 | Oostenrijk                   | 3 – 1 | Denemarken | NV Arena, Sankt Pölten Toeschouwers: 2.600 Scheidsrechter: Saša Ihringová (ENG) |
| 15 september 2012 18:00 | Aschauer 42' Burger 47', 79' |       | Nadim      | NV Arena, Sankt Pölten Toeschouwers: 2.600 Scheidsrechter: Saša Ihringová (ENG) |

|                         |                                     |       |          |                                                                            |
| 19 september 2012 18:00 | Denemarken                          | 2 – 0 | Portugal | Vejlestadion, Vejle Toeschouwers: 2.521 Scheidsrechter: Gyöngyi Gaál (HUN) |
| 19 september 2012 18:00 | Harder 65' Røddik Hansen 81' (pen.) |       |          | Vejlestadion, Vejle Toeschouwers: 2.521 Scheidsrechter: Gyöngyi Gaál (HUN) |

|                         |         |                               |          | |
| 19 september 2012 14:00 | Armenië | 0 – 2                         | Tsjechië | Republikeins Stadion Vazgen Sargsian, Jerevan Toeschouwers: 275 Scheidsrechter: Sjoukje de Jong (NED) |
| 19 september 2012 14:00 |         | 13' Ringelová 66' Danihelková |          | Republikeins Stadion Vazgen Sargsian, Jerevan Toeschouwers: 275 Scheidsrechter: Sjoukje de Jong (NED) |

Groep 1 · Groep 2 · Groep 3 · Groep 4 · Groep 5 · Groep 6 · Groep 7